# Korla
Korla, Kurla, Kuerle, hay Lopnur; (tiếng Trung: 库尔勒; bính âm: Kù'ěrlè, Hán Việt: Khố Nhĩ Lặc; Uyghur: لوپنۇر ناھىيىسى‎, ULY: Lopnur Nah̡iyisi, UPNY: Lopnur Nahiyisi?) là thành phố thủ phủ của Châu tự trị dân tộc Mông Cổ Bayin'gholin (Ba Âm Quách Lăng),khu tự trị Tân Cương, Trung Quốc. Korla là nơi nổi tiếng với những quả lê có mùi thơm. Korla nằm cách thủ phủ khu tự trị Ürümqi 200 kilômét (120 mi) về phía tây nam, tuy nhiên nếu đi bằng đường bộ sẽ phải mất 500 kilômét (310 mi). Sông Kaidu chảy qua trung tâm của thành phố và đây là một điểm đặc biệt so với các đô thị khác tại Tân Cương. Đa số cư dân thành phố là người Hán, nhưng trên 35% dân cư còn lại ở đây cũng là người Hồi, người Duy Ngô Nhĩ, người Mông Cổ, người Kazakh và người Kyrgyz.

### Nhai đạo
- Đoàn Kết (团结街道)
- Tát Y Ba Cách (萨依巴格街道)
- Thiên Sơn (天山街道)
- Tân Thành (新城街道)
- Kiến Thiết Lộ (建设路街道)

### Trấn
- Thượng Hộ (上户镇)
- Tháp Thập Điếm (塔什店镇)
- Tây Nặc Nhĩ (西尼尔镇)

### Hương

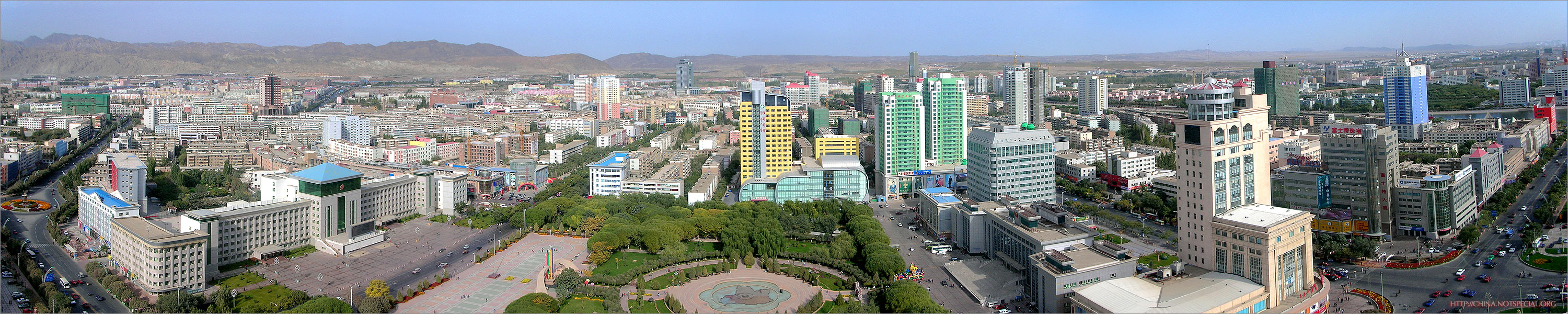
Toàn cảnh Korla

| - Thiết Khắc Kì (铁克其乡) - Kháp Nhĩ Ba Cách (恰尔巴格乡) - Anh Hạ (英下乡) - Lan Can (兰干乡) - Hòa Thập Lực Khắc (和什力克乡) | - Cáp Lạp Ngọc Cung (哈拉玉宫乡) - A Ngõa Đề (阿瓦提乡) - Thác Bố Lực Kì (托布力其乡) - Phổ Huệ (普惠乡) |